# キャンヴェイ・アイランドFC
キャンヴェイ・アイランド・フットボールクラブ（Canvey Island Football Club）はイングランド、エセックス州キャンヴェイ・アイランドを本拠地とするサッカークラブである。2021-2022シーズンはイスミアンリーグ・ノースディヴィジョン（8部相当）に所属。

## タイトル

### 国内タイトル
- FAトロフィー:1回

2000-2001
- イスミアンリーグ・プレミアディヴィジョン:1回

203-2004
- イスミアンリーグ・ファーストディヴィジョン:1回

1998-1999
- イスミアンリーグ・セカンドディヴィジョン:2回

1995-1996,1997-1998
- エセックス・シニアリーグ:2回

1986-1987,1992-1993

### 国際タイトル
- なし